# Dicranomyia rhinoceros
Dicranomyia rhinoceros är en tvåvingeart som först beskrevs av Alexander 1945.  Dicranomyia rhinoceros ingår i släktet Dicranomyia och familjen småharkrankar. Inga underarter finns listade i Catalogue of Life.